# Japans bloedgras
Japans bloedgras (Imperata cylindrica) is een overjarige tropische grassoort die onder andere bekendstaat als een van de hardnekkigste onkruiden ter wereld. Er zijn schattingen dat ongeveer 500 miljoen hectare bedekt zijn met Imperata, waarvan 200 miljoen hectare zich bevinden in Zuidoost-Azië. De Indonesische naam voor dit grasachtige kruid is alang-alang en de Maleisische naam is lalang.

## Botanie
Imperata cylindrica behoort tot de grassenfamilie (Poaceae), tribus Andropogoneae en sub-tribus Saccharinae. Het lijkt enigszins op suikerriet (Saccharum officinarum). De bloeistengels van Japans bloedgras kunnen tot 2,5 m hoog worden. De stengels groeien uit de taaie kruipende wortelstokken, die zich meestal in de bovenste 40 cm van de bodem bevinden. De bladeren zijn ongeveer 2 cm breed en scherp, met silica kristallen bezet. De bloeiwijze is een pluimachtige aar, 3–60 cm lang, en 0,5 tot 2,5 cm breed, die bestaat uit aartjes omgeven door haren, die de bloeiwijze een pluisachtige witte verschijning geeft.
Japans bloedgras is een C4-plant en groeit daarom vooral goed onder droge en hete omstandigheden. Het is daarom wijdverbreid in een groot aantal tropische en subtropische ecosystemen, waar het vaak verdere ontwikkeling van het ecosysteem blokkeert, omdat andere planten geen kans meer krijgen zich te vestigen. De plant veroorzaakt bij brand extreme hitte, die de concurrentie sterk beschadigt, en kan zich na brand goed verspreiden door de overlevende wortelstokken.

## Gebruik
Japans bloedgras wordt veel aangeplant voor bodembedekking en bodemstabilisatie in de buurt van stranden en andere gebieden die vatbaar zijn voor erosie. Ook wordt de plant gebruikt als grondstof voor papier, als dakbedekking (bijvoorbeeld bij traditionele huizen in Papoea-Nieuw-Guinea) en in matten en tassen. De plant heeft een aantal medicinale eigenschappen, zoals astringent, antipyreticum, diureticum, kinine en styptica. De plant wordt gebruikt in de traditionele Chinese geneeskunde. Gekookte jonge twijgen kunnen worden gegeten en de wortels kunnen door hun suikers en zetmeel makkelijk worden gekauwd.
Een aantal cultivars worden toegepast als sierplant, waaronder de roodbladige 'Red Baron'.

## Bestrijding
Omdat het gras door de scherpe randen slecht eetbaar is voor vee worden de met gras begroeide hellingen soms afgebrand. Het jonge gras dat na de brand opkomt, is meestal wel geschikt als veevoer. Op het Indonesische eiland Soemba wordt een paardenras (sandelwood) gefokt dat het gras wel kan verdragen.
In het zuidoosten van de Verenigde Staten kan de plant zich goed handhaven en wordt de plant gezien als een invasieve soort. Tot nu toe vindt de chemische bestrijding het meeste plaats. Systemische herbiciden op basis van glyfosaat worden veel toegepast.
Geïntegreerde bestrijding blijkt moeizaam, maar is wel het meest wenselijk. Op Kalimantan is succesvol geëxperimenteerd met het aanplanten van diepwortelende bomen, leguminosen en voedselgewassen om het Imperata cylindrica-ecosysteem te veranderen in een hout- en voedselproducerend systeem.

## Bron
- Murniati (2002) From Imperata cylindrica Grasslands to productive Agroforestry. PhD thesis Wageningen UR.